# 云南瘿椒树
云南瘿椒树（学名：Tapiscia yunnanensis）为省沽油科瘿椒树属下的一个种。其种加词 yunnanensis 意为“云南的”。